# Veselí nad Moravou-Zarazice
Veselí nad Moravou-Zarazice – przystanek w Veselí nad Moravou, w kraju południowomorawskim, w Czechach. Znajduje się na wysokości 180 m n.p.m.
Jest zarządzany przez Správę železnic. Na przystanku nie ma możliwości zakupu biletów, a obsługa podróżnych odbywa się w pociągu.

## Linie kolejowe
- 343 Hodonín - Veselí nad Moravou - Vrbovce